# Nova Venécia Futebol Clube
O Nova Venécia Futebol Clube, é um clube do futebol brasileiro da cidade de Nova Venécia no Espírito Santo. É um dos clubes mais novos do estado. O clube é bastante conhecido por ter como embaixador o jogador de futebol Richarlison, do time inglês Tottenham, natural da cidade onde o clube se localiza.

## História

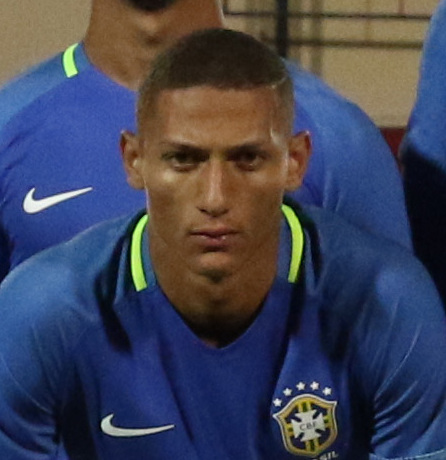
Jogador Richarlison, figura importante na parte de marketing do Nova Venécia.

A ideia de fundação do Nova Venécia veio do hiato de equipes profissionais na cidade, já que o município localizado no norte do Estado não tinha nenhuma equipe disputando campeonatos profissionais desde o início dos anos 2000 com o Veneciano e o Leão de São Marcos. 
Em 2021 inicia-se o planejamento para a criação do clube, com a colaboração do jogador Richarlison, natural da cidade, e em abril daquele ano o Nova Venécia viria a ser fundado, iniciando o projeto pelas categorias de base. O clube tem planos de construir o seu próprio estádio no município.
Com menos de 1 mês de existência o clube se torna profissional, e pouco tempo depois, oficializa a sua disputa no Campeonato Capixaba Série B 2021, onde estreou na primeira rodada contra o Sport Clube Brasil Capixaba. Logo após a divulgação da tabela do campeonato, o clube anunciou a contratação do técnico Cássio, que atuou como lateral-esquerdo na equipe do Vasco da Gama, onde estava trabalhando nas categorias de base da equipe carioca.
Em 04 de Setembro de 2021, conquista seu primeiro título da história: o Campeonato Capixaba Série B, ao vencer o CTE-Colatina nos pênaltis por 7 a 6, após empate no tempo normal por 1 a 1 no estádio Kleber Andrade em Cariacica. Com o título, garantiu acesso inédito ao Campeonato Capixaba de 2022. Pouco mais de 2 meses depois do primeiro troféu, garantiu o segundo título: A Copa Espírito Santo de 2021. Em novembro, o NV venceu o Aster Brasil, após empatar  por 1 a 1 no tempo normal, venceu nos pênaltis por 6 a 5. Com o título, teve um calendário cheio, pois garantiu vaga para a Série D nacional, além da Copa Verde e Copa do Brasil.
Em 2023,o clube conseguiu chegar na final do Campeonato Capixaba pela primeira vez, quando venceu o Vitória Futebol Clube nos pênaltis,na grande final, acabou perdendo para o Real Noroeste por 3x1 no agregado.
No ano de 2025 o clube foi rebaixado para Série B do Capixabão, após sofrer uma goleada de 5x1 para o Vitória na última rodada do Capixabão.

## Títulos
| ESTADUAIS | ESTADUAIS                     | ESTADUAIS | ESTADUAIS  |
|           | Competição                    | Títulos   | Temporadas |
| --------- | ----------------------------- | --------- | ---------- |
|           | Copa Espírito Santo           | 1         | 2021       |
|           | Campeonato Capixaba - Série B | 1         | 2021       |

## Estatísticas

### Participações
|  | Participações em 2025 |

| Competição              | Competição          | Temporadas | Melhor campanha     | Estreia | Última | P | R |
| Espírito Santo (estado) | Campeonato Capixaba | 4          | Vice-campeão (2023) | 2022    | 2025   |   | 1 |
| Espírito Santo (estado) | Série B             | 1          | Campeão (2021)      | 2021    | 2021   | 1 |   |
| Espírito Santo (estado) | Copa Espírito Santo | 3          | Campeão (2021)      | 2021    | 2023   |   |   |
| Brasil                  | Série D             | 1          | 14° lugar (2022)    | 2022    | 2022   | – |   |
| Brasil                  | Copa do Brasil      | 2          | 2ª fase (2022)      | 2022    | 2024   |   |   |